# Pont de Davtachen
Le pont de Davtachen (en arménien Դավթաշենի կամուրջ, Davtacheni Gamourtch) franchit les gorges de la rivière Hrazdan à Erevan, la capitale de l'Arménie.

## Description
Le processus de construction a été lancé pendant les années 1970 mais le projet est rapidement abandonné par le gouvernement soviétique. la construction du pont sera finalement achevée en 2000,.
Le viaduc à quatre piliers traverse le canyon à un des endroits où il est le plus profond. Il se situe à 92 mètres au-dessus de la rivière.
Situé au nord-ouest de la ville, il relie la rue Sasna Tzrer dans le district d'Arabkir à la rue Vagharchian dans le district d'Ajapniak.